# Jamaica az 1952. évi nyári olimpiai játékokon
Jamaica a finnországi Helsinkiben megrendezett 1952. évi nyári olimpiai játékok egyik részt vevő nemzete volt. Az országot az olimpián 2 sportágban 8 sportoló képviselte, akik összesen 5 érmet szereztek.

## Érmesek
| Érem  | Versenyző                                         | Sportág  | Versenyszám           |
| ----- | ------------------------------------------------- | -------- | --------------------- |
| Arany | George Rhoden                                     | Atlétika | Férfi 400 m           |
| Arany | Arthur Wint Les Laing Herb McKenley George Rhoden | Atlétika | Férfi 4 × 400 m váltó |
| Ezüst | Herb McKenley                                     | Atlétika | Férfi 100 m           |
| Ezüst | Herb McKenley                                     | Atlétika | Férfi 400 m           |
| Ezüst | Arthur Wint                                       | Atlétika | Férfi 800 m           |

## Atlétika
Férfi
| Versenyző                                         | Versenyszám     | Előfutam | Előfutam | Előfutam | Negyeddöntő | Negyeddöntő | Negyeddöntő | Elődöntő | Elődöntő | Elődöntő | Döntő   | Döntő    |
| Versenyző                                         | Versenyszám     | Idő      | Hely.    | Össz.    | Idő         | Hely.       | Össz.       | Idő      | Hely.    | Össz.    | Idő     | Helyezés |
| ------------------------------------------------- | --------------- | -------- | -------- | -------- | ----------- | ----------- | ----------- | -------- | -------- | -------- | ------- | -------- |
| Les Laing                                         | 200 m           | 21,97    | 1.       | 7.       | 21,74       | 2.          | 6.          | 21,80    | 3.       | 6.       | 21,45   | 5.       |
| Byron LaBeach                                     | 100 m           | 11,09    | 2.       | 20.*     | 11,05       | 5.          | 17.*        | kiesett  | kiesett  | kiesett  | kiesett | kiesett  |
| Herb McKenley                                     | 100 m           | 10,88    | 1.       | 4.       | 10,72       | 1.          | 3.          | 10,74    | 1.       | 1.**     | 10,80   |          |
| Herb McKenley                                     | 400 m           | 48,09    | 1.       | 7.       | 47,56       | 1.          | 4.          | 46,53    | 1.       | 2.       | 46,20   |          |
| George Rhoden                                     | 400 m           | 48,28    | 1.       | 11.      | 47,24       | 1.          | 2.          | 46,61    | 2.       | 4.       | 46,09   |          |
| Arthur Wint                                       | 400 m           | 47,42    | 1.       | 1.       | 46,98       | 1.          | 1.          | 46,38    | 1.       | 1.       | 47,24   | 5.       |
| Arthur Wint                                       | 800 m           | 1:54,2   | 2.       | 22.      |             |             |             | 1:52,88  | 1.       | 10.      | 1:49,63 |          |
| Arthur Wint Les Laing Herb McKenley George Rhoden | 4 × 400 m váltó | 3:12,13  | 1.       | 4.       |             |             |             |          |          |          | 3:04,04 |          |

Női
| Versenyző        | Versenyszám | Előfutam | Előfutam | Előfutam | Negyeddöntő | Negyeddöntő | Negyeddöntő | Elődöntő | Elődöntő | Elődöntő | Döntő   | Döntő    |
| Versenyző        | Versenyszám | Idő      | Hely.    | Össz.    | Idő         | Hely.       | Össz.       | Idő      | Hely.    | Össz.    | Idő     | Helyezés |
| ---------------- | ----------- | -------- | -------- | -------- | ----------- | ----------- | ----------- | -------- | -------- | -------- | ------- | -------- |
| Hyacinth Walters | 100 m       | 12,53    | 3.       | 21.      | kiesett     | kiesett     | kiesett     | kiesett  | kiesett  | kiesett  | kiesett | kiesett  |
| Hyacinth Walters | 200 m       | 25,59    | 4.       | 20.*     |             |             |             | kiesett  | kiesett  | kiesett  | kiesett | kiesett  |

| Versenyző        | Versenyszám | Selejtező | Selejtező | Döntő    | Döntő    |
| Versenyző        | Versenyszám | Eredmény  | Helyezés  | Eredmény | Helyezés |
| ---------------- | ----------- | --------- | --------- | -------- | -------- |
| Kathleen Russell | Távolugrás  | 510 cm    | 31.       | kiesett  | kiesett  |

* - egy másik versenyzővel azonos időt ért el

** - két másik versenyzővel azonos időt ért el

## Kerékpározás

### Pálya-kerékpározás
| Versenyző  | Versenyszám   | 1. forduló                                               | 1. forduló | Vigaszág                                                                                    | Vigaszág | Negyeddöntő            | Negyeddöntő | Vigaszág               | Vigaszág | Elődöntő               | Elődöntő | Vigaszág               | Vigaszág | Döntő                  | Helyezés    |
| Versenyző  | Versenyszám   | Ellenfelek Győztes idő                                   | Hely.      | Ellenfelek Győztes idő                                                                      | Hely.    | Ellenfelek Győztes idő | Hely.       | Ellenfelek Győztes idő | Hely.    | Ellenfelek Győztes idő | Hely.    | Ellenfelek Győztes idő | Hely.    | Ellenfelek Győztes idő | Helyezés    |
| ---------- | ------------- | -------------------------------------------------------- | ---------- | ------------------------------------------------------------------------------------------- | -------- | ---------------------- | ----------- | ---------------------- | -------- | ---------------------- | -------- | ---------------------- | -------- | ---------------------- | ----------- |
| Ken Farnum | Egyéni sprint | Franck le Normand (FRA) · Otar Dadunashvili (URS) · 12,6 | 2.         | Ray Robinson (RSA) · Hernán Masanés (CHI) · Colin Dickinson (NZL) · Ion Ioniţă (ROU) · 12,3 | 4.       | kiesett                | kiesett     | kiesett                | kiesett  | kiesett                | kiesett  | kiesett                | kiesett  | kiesett                | helyezetlen |

| Versenyző  | Versenyszám     | Eredmény | Helyezés |
| ---------- | --------------- | -------- | -------- |
| Ken Farnum | 1000 m időfutam | 1:17,2   | 20.      |